# Knihiniccy herbu Sas

herb Sas

Knihiniccy, także Knihyniccy, Kniehyniccy oraz Kniehiniccy, a pierwotnie - podobno właściwie - Kniehinińscy – polski ród szlachecki pieczętujący się herbem Sas, który według Bonieckiego wziął swoje nazwisko od Kniehinina w Ziemi halickiej. 
Bardzo stara rodzina, o której pierwsze wzmianki w aktach grodzkich i ziemskich halickich pochodzą już z XV w. 
Wylegitymowani ze szlachectwa w zaborze austriackim zostali zapisani w Poczcie szlachty galicyjskiej i bukowińskiej pod nazwiskiem Kniehyniccy, przy czym niektórzy z nich podali za swój herb Łuk. Przybranie nowego herbu, podobnie jak w przypadku Grabowieckich herbu Sas, nastąpiło chyba w  sposób nieuprawniony, albowiem Knihiniccy pierwotnie pieczętowali się tylko herbem Sas, poza tym - jak wynika z akt grodzkich i ziemskich - wraz z Krechowieckimi pochodzą od wspólnego przodka, o czym wspominają Boniecki i Uruski.  
Od XVIII w. do II wojny światowej jedna z linii rodu Knihinickich zamieszkiwała w powiecie tłumackim.